# Sarah Huckabee Sanders
Sarah Elizabeth Huckabee, coniugata Sanders (Hope, 13 agosto 1982), è una politica e manager statunitense, 47ª governatrice dell'Arkansas dal 2023 ed in precedenza portavoce della Casa Bianca nella prima amministrazione Trump dal 2017 al 2019. Inoltre, Huckabee Sanders è figlia dell'ex governatore dell'Arkansas dal 1996 al 2007 e ambasciatore degli Stati Uniti in Israele Mike Huckabee.
In precedenza Sanders ha lavorato alle campagne elettorali di suo padre, il governatore dell'Arkansas e candidato alla presidenza Mike Huckabee, e in seguito è stata consulente senior per la campagna presidenziale di Trump del 2016. Come 31ª portavoce della Casa Bianca, sotto la presidenza Trump, ha avuto un rapporto conflittuale con i giornalisti accreditati alla Casa Bianca. Quando è stata intervistata dagli investigatori come parte dell'indagine Mueller, ha ammesso di aver fatto false dichiarazioni nel suo ruolo.  Sanders ha convocato meno conferenze stampa rispetto a qualsiasi dei 13 precedenti portavoci della Casa Bianca.

## Biografia

### I primi anni

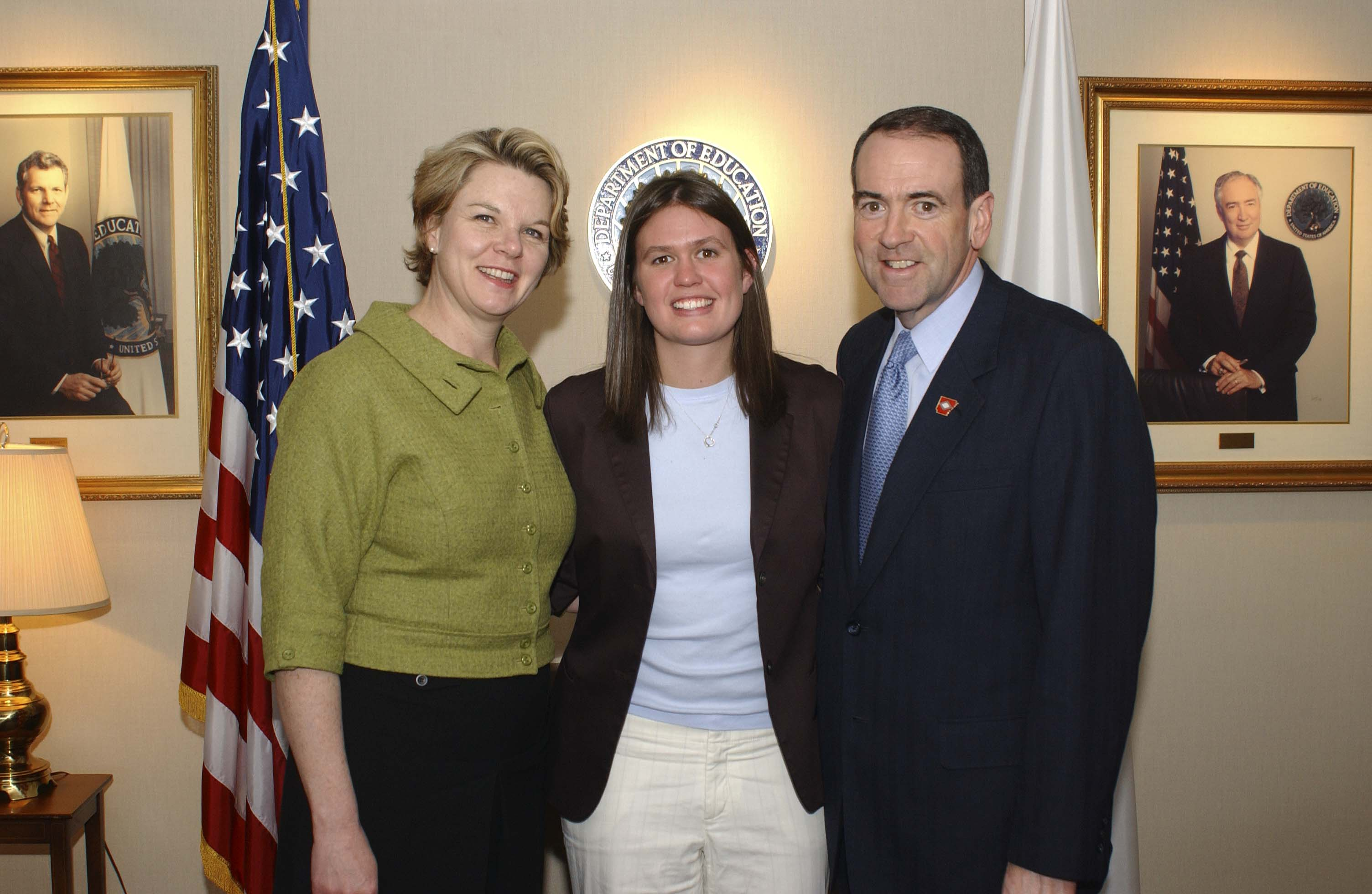
Sarah Huckabee Sanders insieme al padre Mike e alla segretaria dell'istruzione Margaret Spellings nel 2005.

Nata ad Hope, nell'Arkansas, Sarah Sanders è la figlia terzogenita dell'ex governatore dell'Arkansas Mike Huckabee e di Janet McCain.  Dopo essersi diplomata alla Little Rock Central High School, frequenta l'Università battista Ouachita di Arkadelphia, dove venne anche eletta presidente del corpo studentesco. Nel 2004 si laurea dapprima in lettere e poi in scienze politiche.

## Carriera politica
Repubblicana, la Huckabee ha appoggiato il padre nella sua corsa alla riconferma per la carica di governatore dell'Arkansas nel 2002, ricoprendo il ruolo di coordinatrice della campagna elettorale. Inoltre è stata anche coordinatrice per la campagna elettorale di George W. Bush per la sua rielezione nel 2004.
Sarah Sanders è anche socia fondatrice di Second Street Strategies, un fornitore di servizi di consulenza generale per le campagne elettorali del Partito Repubblicano nella città di Little Rock. Ha lavorato per diverse campagne politiche nazionali per gli uffici federali dell'Arkansas ed è stata direttrice della campagna elettorale del padre per le primarie repubblicane del 2008. Ha gestito anche le campagne elettorali per la corsa al Senato dapprima per John Boozman nel 2010 e poi per Tom Cotton.
Nel 2016, dopo aver gestito nuovamente la campagna elettorale del padre per la presidenza degli Stati Uniti, conclusasi però il primo giorno delle primarie, diventa responsabile delle comunicazioni per la campagna elettorale di Donald Trump.

### Amministrazione Trump

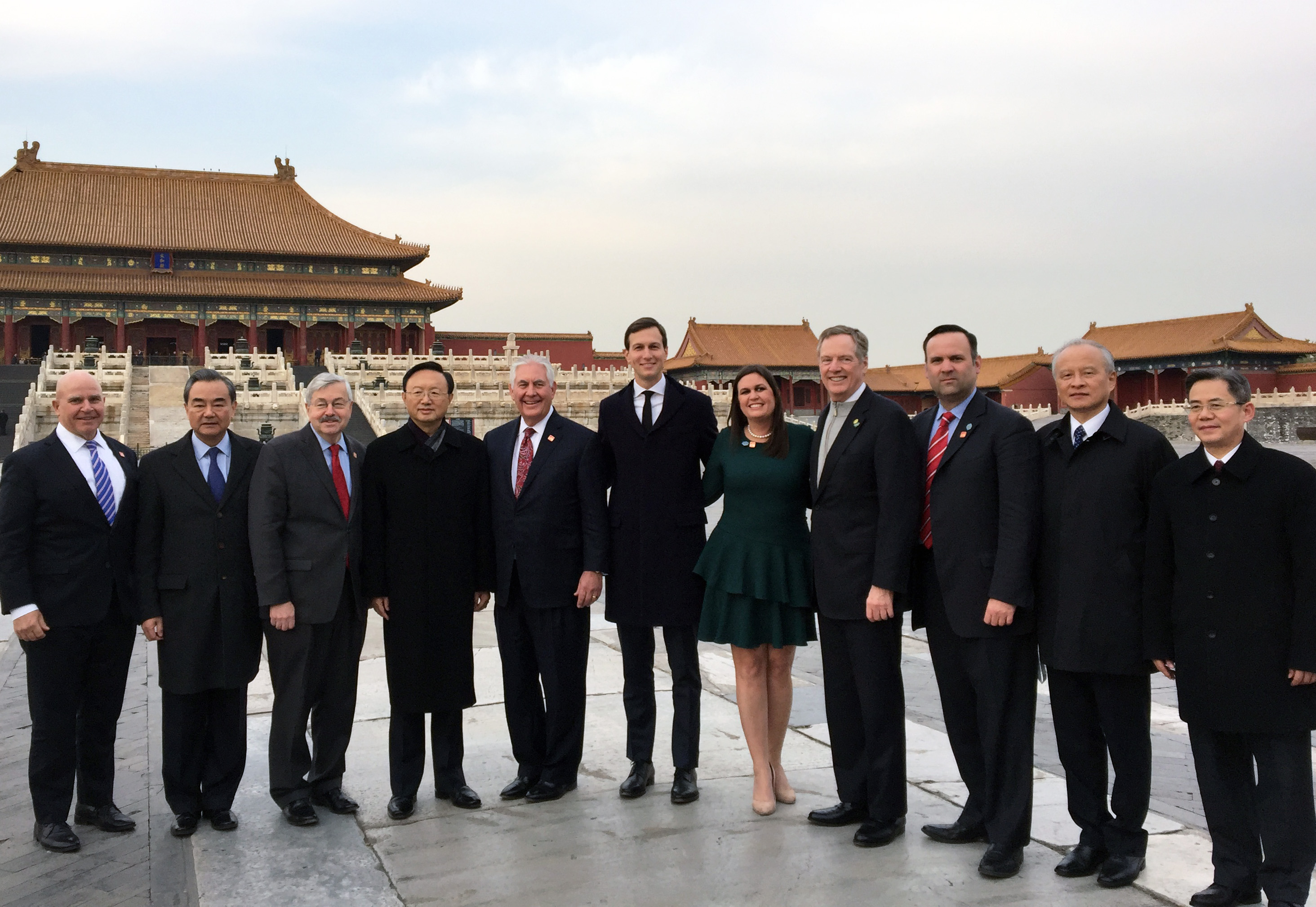
Sarah Huckabee Sanders con Rex Tillerson, Jared Kushner e Wang Yi a Pechino (2017)

Dopo l'elezione di Donald Trump, Sanders è stata nominata Vice segretaria stampa della Casa Bianca dallo stesso Trump nella sua nuova amministrazione. Il 5 maggio 2017, ha tenuto la sua prima conferenza stampa alla Casa Bianca, sostituendo il segretario stampa Sean Spicer, che prestava servizio nella riserva navale. Ha continuato a coprire Spicer fino al suo ritorno il 12 maggio. Il suo costante impegno nel difendere le azioni dell'amministrazione Trump ha portato ad alcune speculazioni e a ipotizzare che Trump volesse promuoverla come portavoce al posto di Spicer, ma tale ipotesi venne smentita all'epoca dal padre Mike Huckabee. Il 26 maggio, Il Wall Street Journal ha ipotizzato ancora una volta la sostituzione di Spicer con Sanders nell'ambito di più ampi cambi di personale e dell'indagine su presunte comunicazioni con la Russia. Il 21 luglio la conferma: Spicer si dimise e il direttore delle comunicazioni della Casa Bianca, Anthony Scaramucci, annunciò che la Sanders l'avrebbe sostituito.
Viene ufficialmente proclamata portavoce della Casa Bianca il 26 luglio, diventando la terza donna, dopo Dee Dee Myers nel 1993 e Dana Perino nel 2007, a ricoprire tale carica.
Il 1º luglio 2019 si dimette, con un tweet di Trump  dall'incarico di portavoce della Casa Bianca per motivi personali. Il 6 settembre successivo ha esordito come collaboratrice dell'emittente Fox News durante il programma Fox and Friends.

### Governatrice dell'Arkansas
Il 25 gennaio 2021 annuncia la propria candidatura a governatrice dell'Arkansas, carica ricoperta in precedenza dal padre dal 1996 al 2007. Ha subito avuto l'appoggio di Trump, che l'ha definita "una guerriera". Il 16 luglio 2021, Sanders ha battuto il record di raccolta fondi per le elezioni con oltre 9 milioni di dollari. Nel suo programma elettorale ha dichiarato il proprio impegno a non imporre alcun obbligo di mascherine o di vaccino per contrastare la pandemia di COVID-19. Ha anche appoggiato le restrizioni sull'aborto, dicendo che non sosterrebbe eccezioni per stupro e incesto nella legislazione anti-aborto. 
Dopo aver vinto facilmente le primarie repubblicane, viene infine eletta governatrice con il 63,1% dei voti.  È la prima donna a ricoprire questo incarico.

## Vita privata
Dal 2010 è sposata con Bryan Sanders, che ha conosciuto durante la campagna elettorale di suo padre per le primarie repubblicane del 2008. La coppia ha tre figli.